# Lucien Baudens
Pour l’article homonyme, voir Gustave Baudens.
Lucien Baudens, né le 3 avril 1804 à Aire et mort le 27 décembre 1857 à Paris, est un médecin militaire et chirurgien français.
Il a tour à tour exercé en Algérie, au début de sa conquête par la France, en France et enfin en Crimée, pendant la guerre opposant la France et ses alliés à l'Empire russe. 

## Biographie

### Enfance et formation
Jean Baptiste Lucien Baudens naît le 3 avril 1804 à Aire-sur-la-Lys, dans le jeune département du Pas-de-Calais, à la fin du Consulat et environ un mois avant l'instauration du Premier Empire de Napoléon.
Ses études supérieures le conduisent successivement à Strasbourg (École impériale du service de santé militaire) et à Paris (hôpital militaire du Val-de-Grâce), et il devient docteur en médecine en 1829 (avec comme sujet de thèse la cystotomie suspubienne réduite à son plus haut degré de simplicité par un nouveau procédé opératoire) ; c'est alors la fin de l'époque de la Seconde Restauration du royaume de France, qui voit les débuts de la présence française en Algérie et sera suivie par la monarchie de Juillet.

### Carrière militaire
Lucien Baudens, tout jeune médecin, œuvre en Algérie dès la première année de sa conquête par la France (1830).
Au cours de sa période algérienne, il est sur tous les fronts, triant les blessés, nettoyant les plaies et créant un appareillage permettant d'immobiliser un blessé lors de son évacuation par mulet doté d'une sorte de fauteuil (dit « cacolet »).
Son activité est telle que les médecins Paulette et Jacques Farisse, dans l'article qu'ils lui ont consacré dans le dictionnaire L'Algérie et la France (2009), le désignent comme « l'homologue du Larrey des armées impériales ».
Grâce à lui, une instruction pour les militaires français, mais aussi pour tout civil, quelle que soit son origine, peut même être menée de 1833 à 1836 dans l'« hôpital du Dey »,, (à Alger, où il exerce en tant que chirurgien major), le café sucré détrône l'eau-de-vie pour aider à résister contre l'éreintement, et l'anesthésie au moyen de chloroforme se normalise,.  
En 1838, il retourne dans son pays exercer à Lille — située à une soixantaine de kilomètres de sa ville natale — en tant que chirurgien de l'hôpital militaire ; il fera ultérieurement encore divers séjours en Algérie.
En 1843, il a comme chef de clinique un professeur au Val-de-Grâce, Alphonse Bertherand, et en 1851, alors que la Deuxième République est en place depuis près de trois ans, il devient médecin inspecteur du Service de santé des armées.
C'est à ce titre qu'il part en Crimée deux ans plus tard, peu après le début du Second Empire de Napoléon, car le typhus et le choléra y sévissent en cette période où démarre la guerre opposant une coalition — dont fait partie la France, aux côtés de l'Empire ottoman, du Royaume-Uni et du royaume de Sardaigne — à l'Empire russe.

### Décès et mémoire
Lucien Baudens meurt à Paris le 27 décembre 1857 , soit au cours de l'année qui a suivi la fin de la guerre de Crimée, pendant laquelle sa santé s'était déjà dégradée car il avait contracté le typhus. 
En Algérie, son nom aurait été donné à un village créé en 1877, dans le département d'Oran[réf. à confirmer],
et a un temps été porté par un hôpital de la ville même d'Oran.
L'hôpital des armées de Bourges, fermé en 1997, a aussi porté son nom.
Une sculpture à son effigie, réalisée par Philippe Poitevin, se trouve à Paris, au Musée du service de santé des armées.

## Publications
- Cystotomie suspubienne, réduite à son plus haut degré de simplicité par un nouveau procédé opératoire, Paris, 15 avril 1829, 35 p.  — thèse de doctorat.
- Clinique des plaies d'armes à feu : Communications faites à l'Académie de médecine, Paris, Jean-Baptiste Baillière, 1836, 610 p.[14]  — rééd. Paris, s.n., 1946.
- Leçons sur le strabisme et le bégaiement, faites à l'hôpital militaire du Gros-Caillou, Paris, Germer Baillière, 1841, 127 p.[15]
- Relation historique de l'expédition de Tagdempt, Paris, Germer-Baillière, 1841, 32 p.[16]
- Nouvelle méthode des amputations : Premier mémoire, amputation tibio-tarsienne, Paris, Germer-Baillière, 1842, 48 p.[17]
- Discours prononcé le 25 septembre 1843 à la distribution des prix de l'hôpital militaire de perfectionnement au Val-de-Grâce, Batignolles, Hennuyer et Turpin, 1843, 38 p.[18]
- Mémoire sur un nouveau traitement de l'hydrocèle : Lu à l'Académie des sciences le 9 décembre 1850, Paris, Thunot et Cie, 1851, 28 p.
- Des règles à suivre dans l'emploi du chloroforme : Lu à l'Académie des sciences, séance du 19 juillet 1853, Paris, Au bureau du Moniteur des hôpitaux, 1853, 30 p.
- Mémoire sur les solutions de continuité de la rotule : Description d'un appareil curatif nouveau pour le traitement des fractures transversales (lu à l'Académie des sciences, séance du 16 mai 1853), Paris, Germer-Baillière, 1853, 144 p.
- Mémoire sur les rétrécissements de l'urètre et sur leur traitement, Paris ?, s.n., 1853 ?, 106 p.
- Efficacité de la glace combinée à la compression pour réduire les hernies étranglées et combattre la péritonite consécutive, Paris, Plon frères, 1854, 32 p.[19]
- Des fractures du membre pelvien, traitées à l'aide de l'appareil de M. Baudens, Paris, Plon frères, 1854, 55 p.
- Notice sur les travaux de M. Baudens, Paris, Plon frères, 1854, 8 p.
- Souvenirs d'une mission médicale à l'armée d'Orient, Paris, Jules Claye, 1857, 110 p.[20]
- La Guerre de Crimée : Les campements, les bris, les ambulances, les hôpitaux, etc., Paris, Michel Lévy frères, 1858 (réimpr. 1858), 412 p.[21]  — rééd. Charleston, Bibliobazaar, 2011.

## Distinctions
- Chevalier de la Légion d'honneur (6 janvier 1834)[22]
- Officier de la Légion d'honneur (15 janvier 1836)[7]
- Commandeur de la Légion d'honneur (17 août 1855)[23]